# 土師水通
土師 水通（はじ の みみち）は、奈良時代の官人・歌人。名は水道・御道とも記される。字は志婢麻呂（しびまろ）。姓は宿禰。官職は大舎人。

## 経歴
史書には登場しない人物だが、『万葉集』にいくつかの歌を残している。
一つは、水通が大舎人であった時に、同僚の巨勢豊人と、巨勢斐太島村の息子の顔が色黒なのをあざ笑った歌で、
というもの。
同じ『万葉集』によると、天平2年1月13日（730年2月4日）に大伴旅人の邸宅での梅花の宴で、列席した全員が庭の梅を題材にして短歌を詠んでいるが、その中の1首
を詠んだとされている。
ほかにも、「土師宿禰水通、筑紫より京（みやこ）に上るに、海路（うみつぢ）にして作る歌」として2首を詠んでおり、その中からは都に残した妻への愛情が窺われる。